# Louis Jean-Baptiste Boucher
Pour les articles homonymes, voir Pierre Claude Charles Leboucher du Longchamp et Boucher.
Louis Jean-Baptiste Boucher est un homme politique français né le 8 novembre 1750 à Bonneval et mort le 29 mai 1826 à Saint-Martin-du-Péan, hameau de cette commune.

## Biographie
Homme de loi à Bonneval, administrateur du département, il est député d'Eure-et-Loir de 1791 à 1792. Il est ensuite juge d'instruction à Châteaudun et termine sa carrière comme juge au tribunal civil de cette ville.

## Sources
- « Louis Jean-Baptiste Boucher », dans Adolphe Robert et Gaston Cougny, Dictionnaire des parlementaires français, Edgar Bourloton, 1889-1891 [détail de l’édition]